# Russische Davis-Cup-Mannschaft
Die russische Davis-Cup-Mannschaft ist die Tennisnationalmannschaft Russlands. Der Davis Cup ist der wichtigste Wettbewerb für Nationalmannschaften im Herren-Tennis, analog zum Fed Cup bei den Damen.

## Geschichte
Seit 1993 nimmt Russland unter der russischen Flagge am Davis Cup teil. Von 1962 bis 1991 war es die Mannschaft der Sowjetunion, 1992 nahm es als Gemeinschaft Unabhängiger Staaten teil. Die Mannschaft konnte bislang fünf Finals bestreiten, von denen sie zwei auch gewann. 2002 siegte das Team gegen Frankreich mit 3:2, 2006 wiederholte man den Erfolg mit einem erneuten 3:2 gegen Argentinien. Aufgrund dieser Erfolge stand Russland zeitweise an der Spitze des ITF Rankings. Erfolgreichster Spieler ist Alexander Metreweli, der innerhalb von 14 Jahren insgesamt 80 Partien gewinnen konnte.

## Finalteilnahmen
Die Ergebnisse der Finalteilnahmen werden aus russischer Sicht angegeben.
| Jahr | Finalort | Finalgegner        | Ergebnis |
| ---- | -------- | ------------------ | -------- |
| 1994 | Moskau   | Schweden           | 1:4      |
| 1995 | Moskau   | Vereinigte Staaten | 2:3      |
| 2002 | Paris    | Frankreich         | 3:2      |
| 2006 | Moskau   | Argentinien        | 3:2      |
| 2007 | Portland | Vereinigte Staaten | 1:4      |